# 672 Wschodni Batalion Saperów
672 Wschodni Batalion Saperów (niem. Ost-Pionier-Bataillon (Lett.) 672, ros. 672-й восточный сапёрный батальон) – oddział wojskowy złożony z Łotyszy podczas II wojny światowej

## Historia
W poł. maja 1942 r. na okupowanej Łotwie został sformowany 270 Łotewski Saperski Batalion Schutzmannschaft. Składał się z trzech kompanii. Skierowano go na Ukrainę. W lipcu 1944 r. został przemianowany na 672 Wschodni Batalion Saperów z podporządkowaniem Grupie Armii "Północ". Znalazł się w składzie niemieckiego zgrupowania wojskowego walczącego w Kurlandii, gdzie skapitulował na pocz. maja 1945 r.